# 郑水成
郑水成（1954年—），湖北沔阳人，汉族，中华人民共和国政治人物，第十二届全国人民代表大会解放军代表，曾仼江西省军區司令員、南京軍區副參謀長，少將。
毕业于国防大学军事指挥专业。加入中国共产党。2013年，担任全国人大代表。